# گانتسلین
گانتسلین (به آلمانی: Ganzlin) یک شهر در آلمان است که در لودویگسلوست-پارشیم واقع شده‌است. گانتسلین ۱٬۴۵۴ نفر جمعیت دارد.